# Foramen ciático mayor
En anatomía humana, el agujero ciático mayor o foramen ciático mayor ([TA]: foramen ischiadicum majus), también llamado agujero acetabular, es un importante orificio en ambos lados de la pelvis, permitiendo acceso a la cavidad pélvica—entrada o salida—de diferentes estructuras de los miembros inferiores.

## Límites
El agujero ciático mayor está limitado de la siguiente manera:
- Antero-lateralmente por la escotadura ciática mayor del ilion
- Postero-medialmente por el ligamento sacrociático mayor o sacrotuberoso
- Inferiormente por el ligamento sacrociático menor o sacroespinoso y la espina isquiática
- Superiormente por el ligamento sacroilíaco anterior

## Contenido
El agujero ciático mayor está parcialmente ocupado por el músculo piriforme, el cual emerge de la pelvis por él. Las siguientes estructuras salen de la pelvis a través del agujero ciático mayor:
| Localización                | Nombre                 | Vasos                                                   | Nervios |
| Por encima del m. piriforme | agujero suprapiriforme | vasos glúteos superiores                                | nervio glúteo superior |
| Por debajo del m. piriforme | agujero infrapiriforme | vasos glúteos inferiores arteria y vena pudenda interna | nervio glúteo inferior nervio pudendo nervio ciático nervio femorocutáneo posterior Nervio del obturador interno Nervio del cuadrado femoral |

## Imágenes adicionales

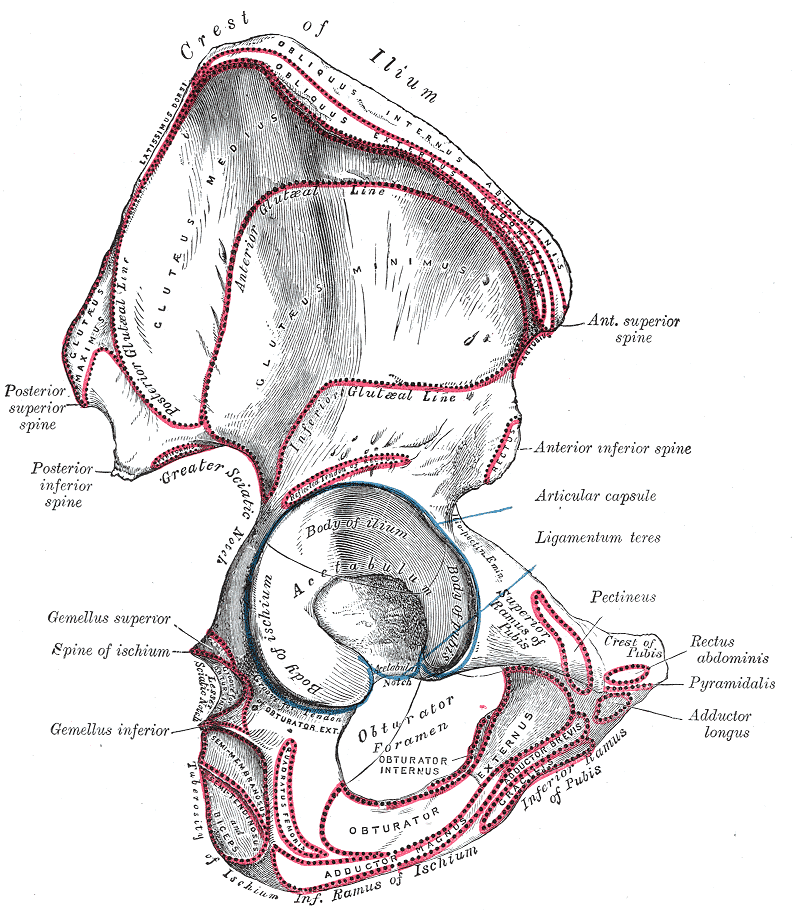
Hueso de la cadera derecha, superficie externa.
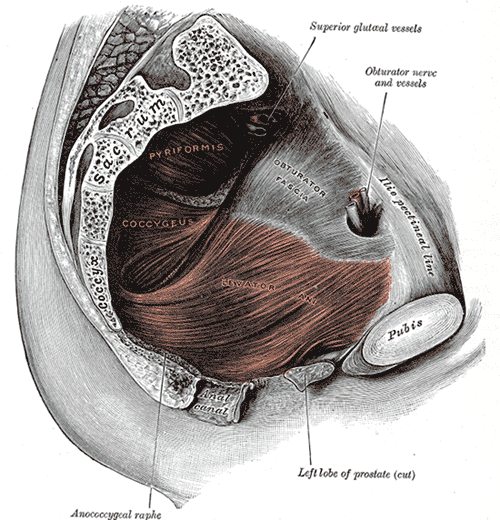
Elevador del ano izquierdo, visto por dentro.
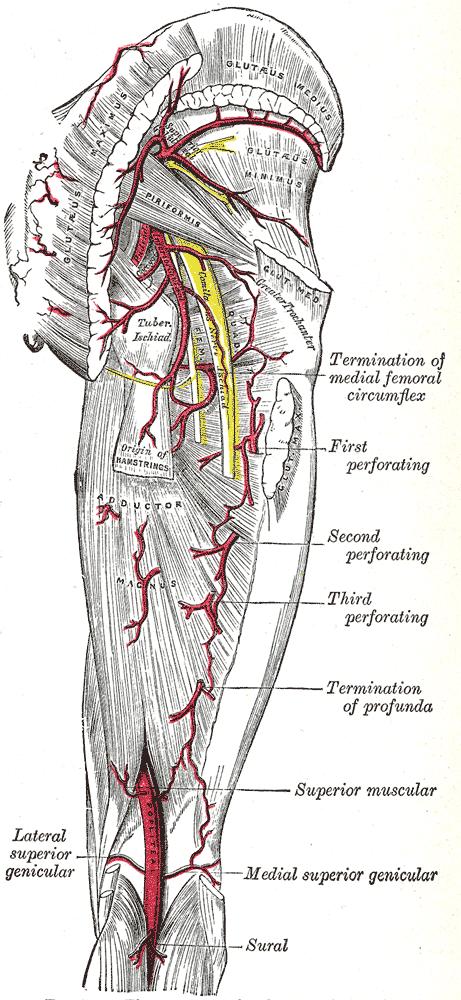
Arterias de las regiones glúteas y femoral posterior.
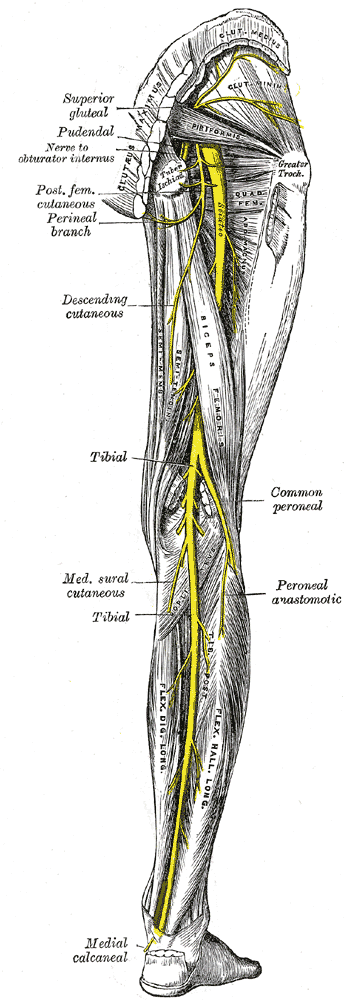
Nervios de la extremidad inferior derecha, vista posterior.
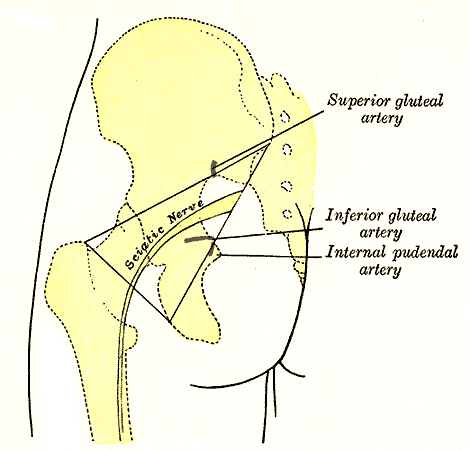
Región glútea izquierda mostrando las superficies de la arteria y nervio ciáticos.
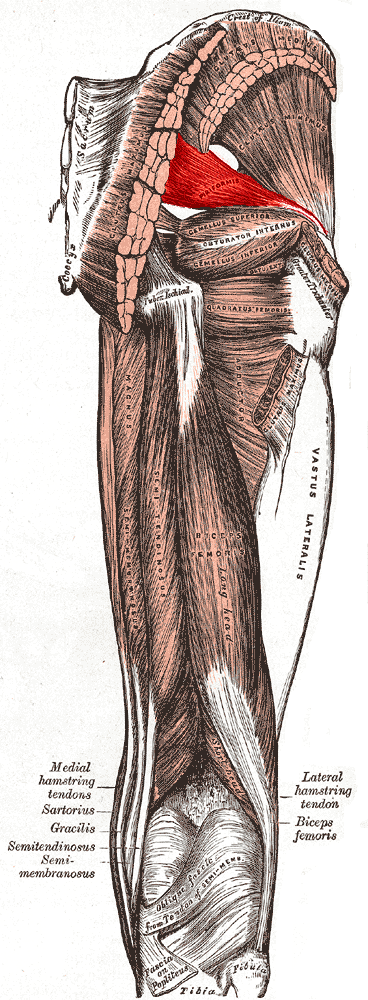
Músculos de la región glútea y femoral posterior, con el piriforme resaltado.